# تايلور هيل (لاعب كرة قاعدة)
تايلور هيل (بالإنجليزية: Taylor Hill)‏ هو لاعب كرة قاعدة أمريكي، ولد في 12 مارس 1989 في Old Hickory, Tennessee ‏ في الولايات المتحدة.

## وصلات خارجية
- تايلور هيل على موقع دوري كرة القاعدة الرئيسي (الإنجليزية)
- تايلور هيل على موقعبيزبول رفرنس.كوم (الدوري الرئيسي) (الإنجليزية)
- تايلور هيل على موقعبيزبول رفرنس.كوم (الدوري الثانوي) (الإنجليزية)
- تايلور هيل على موقع إي إس بي إن.كوم (أم.أل.بي) (الإنجليزية)
- تايلور هيل على موقع مشجعي الرسوم البيانية (الإنجليزية)